# مطورو جوجل
مطورو جوجل (بالإنجليزية: Google Developers)‏ هو موقع جوجل لأدوات التطوير، واجهات برمجة التطبيقات والموارد التقنية. الموقع يحتوي على وثائق حول استخدام أدوات التطوير وواجهات برمجة التطبيقات APIs - بما في ذلك مجموعات المناقشة والمدونات للمطورين باستخدام مطور منتجات جوجل.
هناك واجهات برمجة التطبيقات لعرض ما يقرب من جميع منتجات قوقل الاستهلاكية واسعة الانتشار مثل خرائط جوجل، يوتيوب، تطبيقات جوجل وحتى جوجل وايف
ويتضمن الموقع أيضا مجموعة متنوعة من المنتجات والأدوات بنيت خصيصا لمطوري البرامج. جوجل ابلكيشن انجين App Engine هو خدمة لاستضافة تطبيقات الويب. استضافة المشروع يوفر للمستخدمين نسخة تحكم للأكواد مفتوحة المصدر. ادوات غوغل للويب Web Toolkit تسمح للمطورين إنشاء تطبيقات اجاكس في لغة البرمجة جافا.
ويحتوي الموقع على معلومات مرجعية للمجتمع القائمة على تطوير المنتجات التي قوقل تشارك مع مجموعات مثل الروبوت من تحالف الهاتف المفتوح واوبن سوشل من مؤسسة اوبن سوشل OpenSocial.
إيقاف الخدمة في الموقع :
أقدمت قوقل في خطوة غير متوقعة وقامت بإيقاف خدمة الرفع إلى الموق وذلك لعدد من الأسباب حسب قولها منها تكرار الملفات المرفوعة إلى الموقع، وكذلك إساءة الاستخدام من قبل عدد كبير من المستخدمين، مع بقاء نسخة إرشيفية من الموقع للأكواد المرفوة سابقا ...

## وصلات خارجية
- Google Code website
- Google Web Toolkit
- Wikia Google Toolkit, a complete wiki about GWT
- A detailed list of the features of Google Code - Project Hosting